# Kamil Król
Pour les articles homonymes, voir Krol.
Kamil Król est un footballeur polonais né le 20 juin 1987 à Janów Lubelski.

## Carrière
| année     | club          | pays    | matches | buts |
| --------- | ------------- | ------- | ------- | ---- |
| 2004-2005 | Górnik Zabrze | Pologne | 2       | 0    |
| 2005-2006 | Górnik Zabrze | Pologne | 27      | 4    |
| 2006-2007 | Brescia       | Italie  | -       | -    |